# 犯罪への恐怖
犯罪への恐怖（はんざいへのきょうふ、英: Fear of crime）とは、犯罪の被害者になることを恐れること、またその感情である。必ずしも実際に被害者になる確率を反映しているわけではない。

## 歴史
1960年代以降、犯罪への恐怖についての研究が大きく発展した。
この件についてGarland 2001は、犯罪率の上昇と被害経験に加えて、1960年代のアメリカと1980年代のイギリスにおける大きな事件、そして1980年代の薬物関連犯罪の重要性も指摘し、これらの犯人が「しばしば絶望的で、衝動的で、無分別な暴力を振るう可能性のある人々」と描かれた点に注目している。

## 要因
犯罪への恐怖は、一方には犯罪被害のリスクに関する個人の感情、思考、行動として捉えられ、また一方には状況を恐れる傾向、その状況での経験、そして地域社会や日常生活における犯罪ないしはその象徴が持つ文化的・社会的な影響でもある。犯罪への恐怖を決定する要素は多岐にわたる。リスク認知の心理、対話やマスメディアを通じた被害リスクの流布、地域社会の安定と崩壊に対する認識、地域環境の影響、そして社会変化の速度や方向性への不安などである。さらに、より広範な文化的影響もあり、例えば、現代社会は人々の安全や不安に対する感受性を特に高めているという議論もある。
人々は犯罪の規模や将来的な可能性に対して怒りや憤りを感じることがあるが、実際の調査では「誰を恐れているか」「どの程度心配しているか」といった問いがよく用いられる。これらの質問に対する人々の回答の背景には、しばしば次の2つの「恐怖」の次元が存在している。
1. 自らが直接的に脅威を感じた際に生じる日常的な不安の瞬間
2. より漠然とした、いわば「空間的・雰囲気的な」リスクへの不安

イングランドおよびウェールズにおける犯罪への不安を測定する標準的な指標によると、全体の30％〜50％の人々が被害者になることに何らかの不安を感じているとされている。しかし、詳細に調査すると、日常的に自身の安全について深刻な懸念を抱いている人は比較的少ないことがわかる。このことから、「恐怖」とは危険の認識や予期によって引き起こされる警戒や不安の感情であるのに対し、より広範な意味での「不安」とは区別される。一部の人々は、自身の不安や脆弱性を他者よりも率直に認める傾向がある。
また、被害に遭いやすいと感じている人々は、そうでない人々に比べ自分の身を守る能力に自信がなく、自己効力感が低く、犯罪による影響をより深刻に捉え、自分が被害者になりやすいと感じやすい。Warr 1987は、リスクに対する感受性はすべての犯罪において一様ではなく、犯罪の重大性に対する認識によって大きく異なる可能性があると指摘している。

### 直接経験と間接経験
犯罪に関する出来事を耳にすることや、被害に遭った知人がいることは、被害リスクへの感覚を鋭くする要因と考えられている。これは「犯罪の増幅因子（英: crime multiplier）」として説明されており、居住環境において犯罪の影響が「伝播」するような過程としても理解されている。 Skogan 1986は、「ある地域の住民の多くは、犯罪について直接的に知ることはなく、それに関する情報は、実態を誇張したり、過小評価したり、歪めたりする可能性のある間接的な情報経路を通じて得られている」と警告した。

### 社会の反応
近隣の無秩序、社会的結束、そして集合的効力感に対する大衆の関心は、犯罪に対する不安と相関している。犯罪の発生率やリスクは、社会の安定性や道徳的合意、地域社会における非公式な統制機能といった要素に関わる問題として認識されるようになっている。日常的な事柄──たとえば「屯する若者」、「共同体意識（英: community spilit）の欠如」、「信頼や連帯感の低下」など──は、リスクに関する情報を生み出し、環境に対する不安感や不信感、そして安全への懸念を引き起こす（公共空間における軽微な非礼は、礼儀や基本的な社会秩序の欠如を示すものである）。さらに、多くの人々は犯罪に対する恐怖を通じて、地域社会の崩壊、道徳的権威の喪失、礼節や社会資本の衰退といった、より広範で社会的な懸念を表明している。
同じ社会的・物理的環境に暮らしていても、人々はその環境について異なる結論に至ることがある。例えば、隣同士に住み、同じ地域を共有している二人であっても、地域の無秩序をまったく異なって認識するかもしれない 。イギリスにおける研究では、社会変化の速度や方向性に対する広範な社会的不安が、環境における曖昧な刺激に対する許容度を変化させる可能性を示唆するものもある。法と秩序に対してより権威主義的な価値観を持ち、地域社会の長期的な衰退に強い懸念を抱いている個人は、実際の環境条件とは無関係に、より多くの「無秩序」を知覚する傾向があるとされる。また、こうした人物は、物理的な兆候を、社会的結束や合意の欠如、社会的絆や非公式な統制機能の低下といった問題と結びつけて理解しやすい傾向もある:5。

### メディア

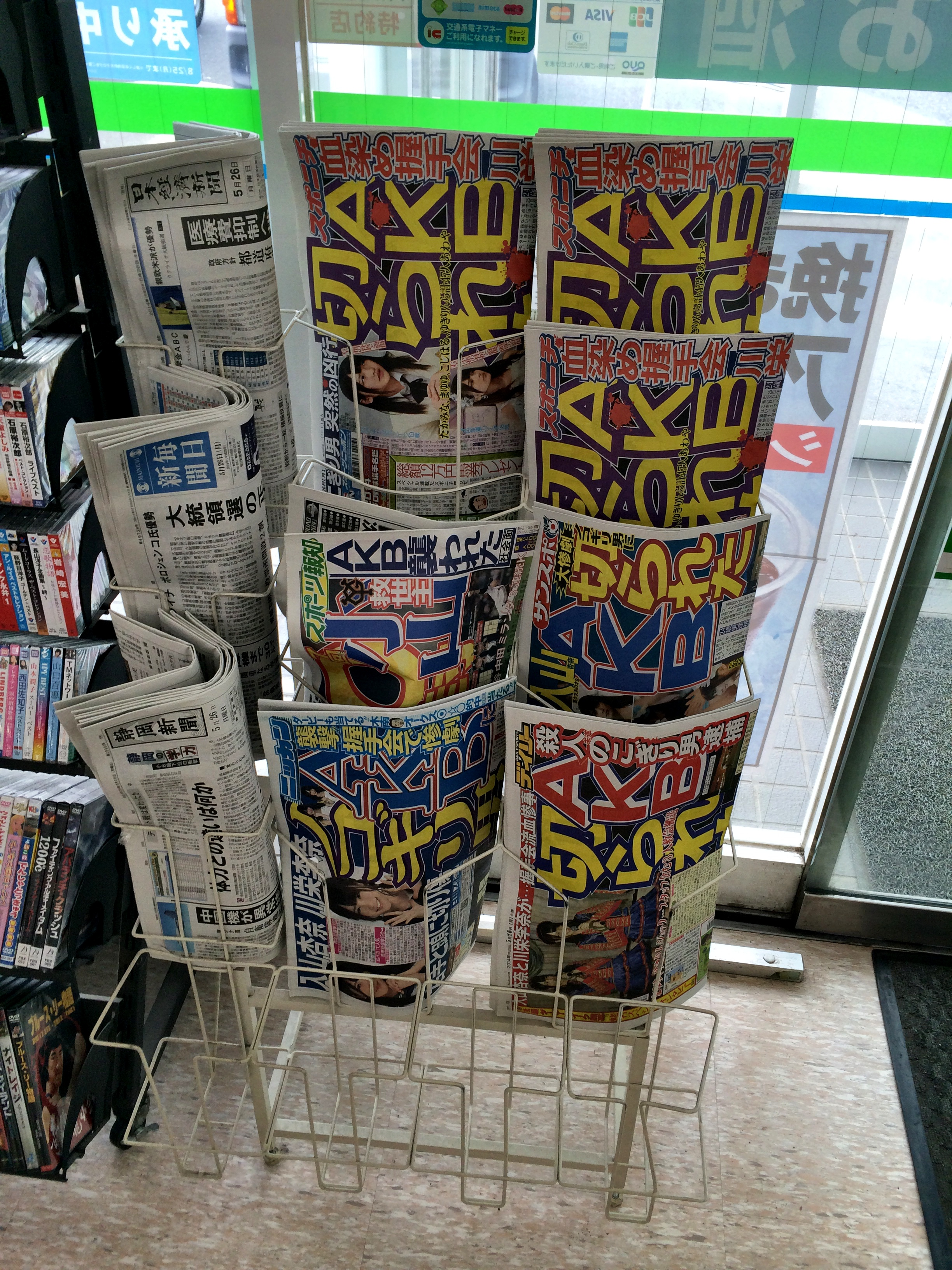
3人の負傷者を出した犯罪を報道する新聞

犯罪リスクに関する大衆の認識は、部分的にはマスメディアによる報道によって形成されている。人々は、メディアや対話を通じて、犯罪事件に関するさまざまな印象──加害者、被害者、動機、そして重大かつ制御不能で煽情的な犯罪の描写──を形作る。 「刺激類似性（英: stimulus similarity）」という概念は、この過程において重要な役割を果たしている可能性がある。すなわち、新聞の読者が記事に登場する被害者に自己を重ね合わせたり、記述された地域に自身の住む地域が似ていると感じたりすると、身の危険への関心が高まる（リスクの心象の個人化）。
しかし、犯罪に対する恐怖とマスメディアとの関係については、因果関係の順序に関して一致した見解は得られていない。すなわち、人々はテレビで犯罪が多く報じられるために犯罪を恐れるようになるのか、それとも人々が犯罪を恐れており、それに応えるかたちでテレビが犯罪報道を増やしているのか、という問題である。いくつかの研究は、メディアが犯罪を選択的に報道しており、日常的な犯罪に対する認識を歪めていることを示唆している。学者の中には、犯罪への恐怖のほうが犯罪そのものよりも深刻な脅威であると主張する者もいれば:3、メディアが恐怖の風潮を助長していると論じる者もいる。実際には、被害に遭う確率は、潜在的な犯罪のごく一部に過ぎない。
Maguire, Morgan & Reiner 1997は、イギリスにおけるフィクション系テレビ番組において、犯罪ものシリーズの割合が1955年から1991年まで一貫して約25%に保たれていた一方で、ニュース番組における犯罪報道は増加していたことを指摘している:206。 また、Emsley 2008は、新聞が営利を追求する商業媒体である以上、軽犯罪に比べて重大犯罪を不均衡に多く取り上げる傾向が常にあったと主張している
さらに、Lee et al. 2022によれば、メディアの細分化に起因する治安維持的言説（英: law-and-order rhetoric）が、犯罪への恐怖の抑制を果たしていることを発見している。

## 犯罪率との関係
犯罪恐怖は犯罪発生率の上昇とともに高まる傾向にあるが、犯罪発生率が低下しても、恐怖感はそれほど急速には低下しない傾向がある。Taylor & Hale 1986また、犯罪発生率が異なるにもかかわらず、犯罪に対する恐怖の水準が類似している地域が存在することを指摘している。
Garland 2001は、犯罪がたとえ減少した場合であっても、文化的な脚本によって支えられる「既成の文化的事実（英: settled cultural fact）」となり得ると論じている。 このように、犯罪と犯罪恐怖との関係が乖離する可能性があることから、いくつかの政府は、犯罪そのものを減少させる施策に加えて、犯罪恐怖を低減させるための対策にも取り組んでいる。

## 影響
犯罪への恐怖は、重要な心理・社会ないしは公共政策や建築環境へ影響を与える。犯罪恐怖は、政府に対する支持を低下させ、さらには民主主義のような政体そのものに対する支持にも影響を与えることが示されている。
また、犯罪恐怖それ自体が、個人の幸福感や地域社会の結束を損なう要因となり得る。犯罪への恐怖により、人々が運動や交流といった健康的な日常活動や習慣を控えるようになった場合、これが健康に悪影響を及ぼす経路となる可能性も指摘されている。

## その他
- 犬笛 (政治学)（英語版）
- 公共犯罪学（英語版）
- 女性の犯罪への恐怖（英語版）
- 犯罪被害指数（英語版）
- 犯罪統計学（英語版）
- 犯罪の闇の姿（英語版）
- 未解決の死亡事件の一覧（英語版）
- 過少報告（英語版）

## 参照

### 引用
1. ↑  Hale 1996, pp. 79–150.
2. 1 2  Lee 2001, pp. 467–485.
3. ↑  Garland 2001, pp. 153–154.
4. ↑  Gabriel & Greve 2003, pp. 600–614.
5. 1 2  Jackson 2004, pp. 946–966.
6. ↑  Jackson 2006, pp. 253–264.
7. ↑  Jackson 2011, pp. 513–537.
8. 1 2  Skogan & Maxfield 1981.
9. 1 2  Wyant 2008, pp. 39–64.
10. ↑  Brunton-Smith & Sturgis 2011, pp. 331–369.
11. ↑  Brunton-Smith & Jackson 2012, pp. 55–82.
12. ↑  Agar 1962, pp. 461–462.
13. 1 2  Girling, Loader & Sparks 2005.
14. ↑  Lee 1999, pp. 227–246.
15. ↑  Furedi 2006.
16. ↑  Zedner 2003, pp. 155–184.
17. ↑  Farrall & Gadd 2004, pp. 127–132.
18. ↑  Gray, Jackson & Farrall 2008, pp. 363–380.
19. ↑  Warr 2000.
20. ↑  Sacco 2005.
21. ↑  Sutton & Farrall 2005, p. 212–224.
22. ↑  Jackson 2009, pp. 365–390.
23. 1 2  Warr 1987, pp. 29–46.
24. ↑  Tyler 1984, p. 27–38.
25. 1 2 3  Taylor & Hale 1986, pp. 151–189.
26. ↑  Skogan 1986, pp. 203–229.
27. ↑  Perkins & Taylor 1996, pp. 63–107.
28. ↑  Bannister 1993, pp. 69–83.
29. ↑  Innes 2004, pp. 335–355.
30. ↑  Tulloch 2003, pp. 461–476.
31. ↑  Goffman 1971.
32. 1 2  Farrall, Gray & Jackson 2009.
33. ↑  Intravia, Stewart & Warren 2016.
34. ↑  Carvalho & Lewis 2003, pp. 779–812.
35. ↑  Sampson & Raudenbush 2004, pp. 319–342.
36. ↑  Willem Winkel & Vrij 1990, pp. 251–265.
37. ↑  Silva & Guedes 2023, pp. 300–317.
38. 1 2  Ferraro 1995.
39. ↑  Maguire, Morgan & Reiner 1997.
40. ↑  Emsley 2008, p. 182.
41. ↑  Lee et al. 2022, pp. 1270–1288.
42. 1 2 3  Garland 2001, p. 164.
43. ↑  Garland 2001, p. 10.
44. ↑  Vilalta 2011, pp. 107–121.
45. ↑  Fernandez & Kuenzi 2010, pp. 450–471.
46. ↑  Jackson & Stafford 2009, pp. 832–847.
47. ↑  Rader 2017.